# Tablice rejestracyjne w Czechach
Czeskie tablice rejestracyjne – tablice używane w Czechach do oznaczania pojazdów.
Obecne wzory tablic rejestracyjnych wprowadzono w 2001 roku, od roku 2004 tablice są wyposażone w euroband (poza tablicami motorowerowymi, przeznaczonymi dla pojazdów specjalnych i ich przyczep oraz wywozowymi).

## Zasady ogólne
Tablice rejestracyjne w Czechach wydaje się na podstawie przepisów ustawy nr 56/2001 Sb., w sprawie warunków funkcjonowania pojazdów na drogach, obowiązującej od dnia 1 lipca 2001 r., a ich forma jest określona rozporządzeniem nr 343/2014 Sb, w sprawie rejestracji pojazdów, obowiązującym od 1 stycznia 2015 r.
Tablice rejestracyjne w Czechach zawierają od pięciu do ośmiu znaków alfanumerycznych, z których przynajmniej jeden musi być cyfrą, a przynajmniej jeden – literą ze zbioru wszystkich liter alfabetu czeskiego bez znaków diakrytycznych oraz liter G, O, Q i W. Nie używa się cyfry 0 jako pojedynczej cyfry wiodącej. Jedynie tablice Czeskich Sił Zbrojnych posiadają wyróżniki złożone z samych cyfr. Układy liter nie mogą tworzyć słów obraźliwych ani nazw i skrótów organizacji uznanych za przestępcze.
Stosuje się następujące formaty tablic:
- 520 × 110 mm – tablica jednorzędowa dla samochodów (w tym pojazdów ładunkowych i autobusów), przyczep, pojazdów specjalnych i bagażników rowerowych
- 340 × 200 mm – tablica dwurzędowa dla pojazdów ładunkowych, autobusów i przyczep
- 330 × 85 mm – tablica jednorzędowa dla samochodów sportowych (w postaci naklejki samoprzylepnej)
- 320 × 160 mm – tablica dwurzędowa dla samochodów osobowych (tzw. rozmiar amerykański)
- 280 × 200 mm – tablica dwurzędowa dla samochodów osobowych i pojazdów specjalnych
- 200 × 160 mm – tablica motocyklowa (dwurzędowa, także dla pojazdów specjalnych)
- 80 × 110 mm – tablica motorowerowa (dwurzędowa, także dla motocykli sportowych w postaci naklejki samoprzylepnej)

Ilość znaków:
- 7 (na tablicach indywidualnych do 8) – samochody (w tym pojazdy ładunkowe i autobusy), przyczepy i bagażniki rowerowe
- 6 (na tablicach indywidualnych do 7) – motocykle (oprócz sportowych)
- 5 (na tablicach indywidualnych do 6) – motorowery i motocykle sportowe

W przypadku tablic dwurzędowych w górnym rzędzie umieszcza się trzy znaki alfanumeryczne (na tablicach motocyklowych i motorowerowych – dwa) i nalepki legalizacyjne (jeżeli występują), a w dolnym – pozostałe znaki. Wyjątek stanowią tablice przekładalne i próbne, które w górnym rzędzie posiadają tylko jeden znak.

## Nalepki legalizacyjne
Na czeskich tablicach rejestracyjnych, oprócz tablic motorowerowych, umieszcza się po trzech znakach alfanumerycznych (w przypadku motocykli – po dwóch) następujące nalepki legalizacyjne:
- czerwoną, potwierdzającą ważność badania technicznego pojazdu (górna)
- zieloną, potwierdzającą przeprowadzenie pomiaru zawartości spalin (dolna) – nie dotyczy motocykli i przyczep; od 1 stycznia 2015 r. zrezygnowano z umieszczania tej nalepki.

Jeżeli pojazd powinien być wyposażony w dwie tablice rejestracyjne, nalepki legalizacyjne umieszcza się na tylnej tablicy.
Na niektórych typach tablic, ze względu na szczególne przepisy dotyczące pojazdów, na które tablice te są wydawane, nie umieszcza się nalepek legalizacyjnych.

## Wyróżniki tablic

Mapa wyróżników krajów samorządowych

Na czeskich tablicach rejestracyjnych używa się wyróżników miejsca, związanych z krajami samorządowymi, według następującego wykazu:
| Wyróżnik kraju | Wyróżnik kraju | Nazwa kraju                                |
| literowy       | cyfrowy        | Nazwa kraju                                |
| -------------- | -------------- | ------------------------------------------ |
| A              | 01             | Praga (miasto wydzielone na prawach kraju) |
| B              | 02             | kraj południowomorawski                    |
| C              | 03             | kraj południowoczeski                      |
| E              | 04             | kraj pardubicki                            |
| H              | 05             | kraj hradecki                              |
| J              | 06             | kraj Wysoczyna                             |
| K              | 07             | kraj karlowarski                           |
| L              | 08             | kraj liberecki                             |
| M              | 09             | kraj ołomuniecki                           |
| P              | 10             | kraj pilzneński                            |
| S              | 11             | kraj środkowoczeski                        |
| T              | 12             | kraj morawsko-śląski                       |
| U              | 13             | kraj ustecki                               |
| Z              | 14             | kraj zliński                               |

Używane są ponadto wyróżniki specjalne, omówione przy poszczególnych typach tablic.

## Współczesne typy i wzory tablic rejestracyjnych

### Tablice rejestracyjne zwykłe
Tablice te posiadają białe tło i czarne znaki w następującym układzie:
- dla samochodów (w tym pojazdów ładunkowych i autobusów), przyczep i bagażników rowerowych:
  - jedna cyfra
  - jedna litera – wyróżnik miejsca
  - pięć znaków alfanumerycznych
- dla motocykli
  - jedna cyfra
  - jedna litera – wyróżnik miejsca
  - cztery znaki alfanumeryczne
- dla motorowerów
  - jedna cyfra
  - jedna litera – wyróżnik miejsca
  - trzy znaki alfanumeryczne

Tablice powtarzające numer rejestracyjny nadany pojazdowi, np. na bagażniki rowerowe, wprowadzono w 2016 roku. W miejscu nalepek legalizacyjnych posiadają one wytłoczone gwiazdki.

#### Zasoby
Tablice zwykłe siedmioznakowe wydawane są z zasobów o następującym układzie:
- Zasób I:
  - jedna cyfra
  - jedna litera – wyróżnik miejsca
  - pięć cyfr
- Zasób II:
  - jedna cyfra
  - dwie litery (pierwsza z nich to wyróżnik miejsca)
  - cztery cyfry
- Zasób III:[1]
  - jedna cyfra
  - trzy litery (pierwsza z nich to wyróżnik miejsca)
  - trzy cyfry

### Tablice rejestracyjne indywidualne
Tablice te posiadają białe tło i czarne znaki. Zostały wprowadzone w 2016 roku. Tablice w formacie samochodowym powinny zawierać 8 znaków, w tym co najmniej jedną cyfrę, a w formacie motocyklowym - 7 znaków, w tym co najmniej jedną cyfrę. Poza ogólnymi przepisami jest niedozwolone, aby litery tworzyły nazwy lub skróty urzędów.

### Tablice rejestracyjne pojazdów elektrycznych
Tablice te posiadają białe tło i czarne znaki. Są wydawane wyłącznie w formacie samochodowym. Numer rejestracyjny składa się z liter EL oraz kombinacji trzech cyfr i dwóch liter od 000AA do 999ZZ.

### Tablice rejestracyjne pojazdów wojskowych
Tablice te posiadają białe tło i siedem czarnych cyfr, z których dwie pierwsze oznaczają rok wydania, dla lat 1950–1999 pomniejszony o 50 (czyli tablica z roku 1981 rozpoczyna się od cyfr 31, a z roku 2002 – od cyfr 02).

### Tablice rejestracyjne pojazdów specjalnych
Tablice te są wydawane na ciągniki rolnicze, specjalne maszyny drogowe (budowlane, rolnicze, wojskowe itp.) i ich przyczepy. Wydaje się je jako pojedyncze. Posiadają żółte tło i czarne znaki w następującym układzie:
- jedna litera – wyróżnik miejsca
- dwie cyfry oznaczające typ pojazdu
- cztery cyfry

Obecny układ znaków został wprowadzony w 2004 roku.

### Tablice rejestracyjne pojazdów dyplomatycznych
Tablice te, wydawane we wszystkich obowiązujących formatach, posiadają białe tło i niebieskie znaki w następującym układzie:
- dla samochodów (w tym pojazdów ładunkowych i autobusów), przyczep i ciągników rolniczych:
  - trzy cyfry – kod ambasady lub organizacji międzynarodowej
  - dwie litery wyróżnika dyplomatycznego
  - dwie cyfry
- dla motocykli:
  - dwie cyfry – kod ambasady lub organizacji międzynarodowej
  - dwie litery wyróżnika dyplomatycznego
  - dwie cyfry
- dla motorowerów:
  - dwie litery wyróżnika dyplomatycznego
  - trzy cyfry, w tym kod ambasady lub organizacji międzynarodowej

Wyróżniki dyplomatyczne:
- CD – pojazd, którego właścicielem lub dysponentem jest osoba uprawniona do korzystania z przywilejów i immunitetów dyplomatycznych lub konsularnych na podstawie odpowiednich traktatów międzynarodowych
- XX – pojazd, którego właścicielem lub dysponentem jest personel administracyjny lub techniczny misji dyplomatycznej lub konsularnej, korzystający z ograniczonych przywilejów i immunitetów dyplomatycznych lub konsularnych na podstawie odpowiednich traktatów międzynarodowych
- XS – pojazd, którego właścicielem lub dysponentem jest personel misji dyplomatycznej lub konsularnej lub członek organizacji międzynarodowej
- HC – pojazd, którego właścicielem lub dysponentem jest osoba pełniąca funkcję konsula honorowego na podstawie odpowiednich traktatów międzynarodowych

Obecne wzory tablic pojazdów dyplomatycznych zostały wprowadzone w 2004 roku.

### Tablice rejestracyjne pojazdów zabytkowych
Tablice te, wydawane we wszystkich obowiązujących formatach, posiadają białe tło i zielone znaki w następującym układzie:
- dwie cyfry – wyróżnik miejsca
- litera V
- dwie (tablice motorowerowe), trzy (tablice motocyklowe) lub cztery cyfry (pozostałe tablice)

Obecny układ znaków został wprowadzony w 2006 roku. Tablice nie posiadają nalepek legalizacyjnych.

### Tablice rejestracyjne pojazdów sportowych
Tablice te wydawane są wyłącznie na samochody (w formacie jednorzędowym i dwurzędowym 280 × 200 mm) i motocykle (w formacie motorowerowym) przeznaczone do jazdy wyczynowej. Wraz z tablicą wydawane są trzy naklejki samoprzylepne z tym samym numerem. Tablice i naklejki posiadają białe tło i zielone znaki w następującym układzie:
- dwie cyfry – wyróżnik miejsca
- litera R
- dwie (tablice dla motocykli) lub cztery cyfry (tablice dla samochodów)

Typ tablic został wprowadzony w 2006 roku. Tablice nie posiadają nalepek legalizacyjnych.

### Tablice rejestracyjne przekładalne
Tablice przeznaczone na pojazdy jeszcze nie dopuszczone do ruchu drogowego (rejestracja tymczasowa lub testowa). Wydaje się je w formacie samochodowym jednorzędowym i dwurzędowym 280 × 200 mm oraz motocyklowym. Posiadają białe tło i zielone znaki w następującym układzie:
- jedna litera – wyróżnik miejsca[2]
- cztery cyfry

Tablice nie posiadają nalepek legalizacyjnych.

### Tablice rejestracyjne wywozowe
Tablice przeznaczone na pojazdy przewidziane do sprzedaży poza obszarem Czech. Tablice posiadają białe tło i czarne znaki w następującym układzie:
- cztery znaki alfanumeryczne (tablice motocyklowe) lub pięć znaków alfanumerycznych (pozostałe tablice), w tym jedna litera – wyróżnik miejsca
- litera E

Tablic tych nie wydaje się na motorowery. W prawej skrajnej części tablicy, a w przypadku tablic dwurzędowych w miejscu eurobandu, umieszczona jest czerwona mozaika z białymi symbolami lat (u góry) i miesięcy (u dołu). Przedziurawione symbole oznaczają termin upływu ważności tablicy.

### Tablice rejestracyjne próbne
Tablice te wydaje się w formacie samochodowym jednorzędowym i dwurzędowym 280 × 200 mm oraz motocyklowym. Posiadają białe tło i zielone znaki w następującym układzie:
- litera F
- cztery cyfry

Tablice nie posiadają nalepek legalizacyjnych.

### Tablice rejestracyjne jednorazowe
Tablice te wydawane są na wszystkie pojazdy w celu jednokrotnego użycia (np. do przejazdu z punktu zakupu pojazdu do siedziby właściciela). Mają postać zielonej papierowej kartki o wymiarach 210 na 145 mm z czarnymi znakami: jedną literą – wyróżnikiem miejsca – i sześcioma cyframi. Tablica jest ważna 10 dni od daty wystawienia.

## Historyczne typy i wzory tablic rejestracyjnych
Tablice wydawane do roku 1991 zostały opisane w artykule Tablice rejestracyjne w Czechosłowacji.

### 1991-2001
Do roku 2001 stosowano tablice rejestracyjne według systemu czechosłowackiego z lat 1960–1991, o następującym układzie:
- tablice rejestracyjne samochodów osobowych – białe tło, czarne znaki: trzy litery (dwie pierwsze oznaczające powiat[3]) i cztery cyfry
- tablice rejestracyjne pojazdów użytkowych – żółte (pomarańczowe) tło, czarne znaki w układzie identycznym, jak dla samochodów osobowych
- tablice rejestracyjne pojazdów na wynajem – białe tło, czerwone znaki w układzie identycznym, jak dla samochodów osobowych; pojazdy użytkowe – żółte (pomarańczowe) tło
- tablice rejestracyjne pojazdów należących do cudzoziemców – niebieskie tło, żółte znaki w układzie identycznym, jak dla pojazdów osobowych; pojazdy dyplomatyczne – ze specjalnymi wyróżnikami DD, XX, XO
- tablice rejestracyjne pojazdów specjalnych (w tym ciągników rolniczych) – żółte (pomarańczowe) tło, czarne znaki: dwie litery oznaczające powiat i cztery cyfry
- tablice rejestracyjne małych przyczep – kolor tła i znaków zależny od przynależności do powyższych typów, znaki w układzie: dwie cyfry, trzy litery (dwie pierwsze oznaczające powiat), dwie cyfry
- tablice rejestracyjne dużych przyczep – kolor tła i znaków zależny od przynależności do powyższych typów, znaki w układzie: dwie litery oznaczające powiat i cztery cyfry (nie dotyczy tablic wywozowych)
- tablice rejestracyjne wywozowe – białe tło, czarne znaki: cztery cyfry i dwie litery oznaczające powiat; mozaika oznaczenia daty ważności umieszczona tak samo, jak we współczesnym wzorze
- tablice rejestracyjne przekładalne – białe tło, zielone znaki: litera oznaczająca kraj samorządowy i cztery cyfry
- tablice rejestracyjne próbne – białe tło, zielone znaki: litera F i cztery cyfry
- tablice rejestracyjne pojazdów wojskowych – trzy cyfry (w tym kod roku wydania identyczny ze współczesnym) i cztery cyfry

Rejonizacja tablic była ustalona według podziału administracyjnego na powiaty. Pomiędzy grupami dwóch cyfr stosowano na wszystkich typach tablic myślniki, usunięte w drodze reformy wzoru tablic z 2001 r. W roku 1994 pomiędzy grupą liter i cyfr umieszczono nalepki legalizacyjne.
Przed rokiem 1994 wprowadzono tablice dla pojazdów konsula honorowego. Podobnie jak inne tablice dla pojazdów cudzoziemców posiadały one niebieskie tło, zielone znaki i cztery cyfry, ale oznaczano je wyróżnikiem HC, bez dalszych liter.

### 2001-2004

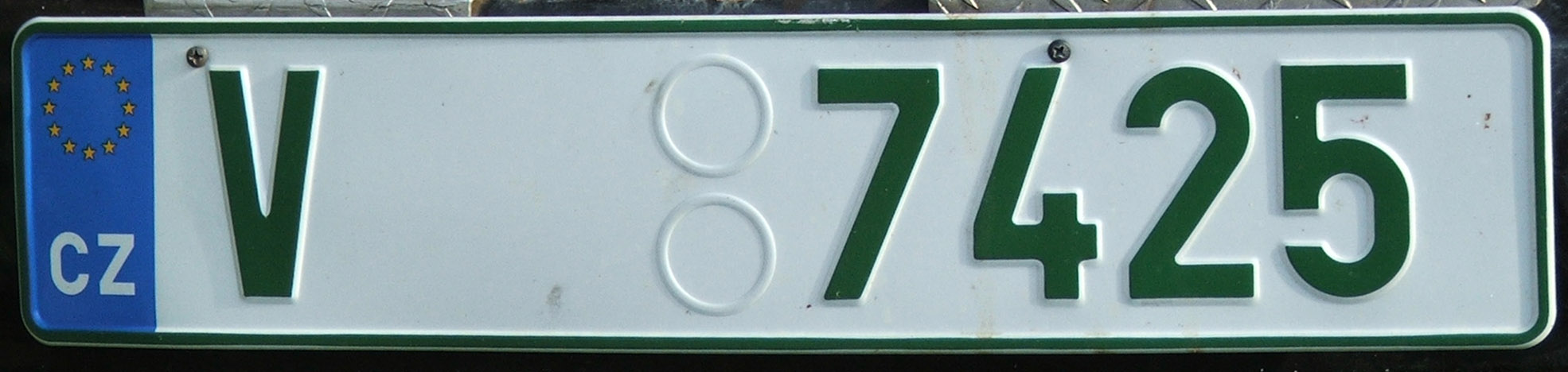
Tablica dla pojazdu zabytkowego – wzór z 2004 roku.

W 2001 roku wprowadzone nowe wzory tablic zwykłych (zastępujące dotychczasowe tablice dla samochodów osobowych i użytkowych), wywozowych, dla przyczep i dla pojazdów specjalnych. Zachowano dotychczasowe wzory tablic przekładalnych, próbnych i dyplomatycznych (poza konsularnymi). Wycofano wzory tablic dla pojazdów użytkowych, pojazdów na wynajem, pojazdów należących do cudzoziemców (poza dyplomatycznymi) i konsularnych. Ustalono identyczny układ znaków na tablicach specjalnych, jak dla zwykłych tablic samochodowych. Wprowadzono po raz pierwszy wzory tablic na pojazdy zabytkowe w układzie: litera V, cztery cyfry – na tablicy dwurzędowej wszystkie cyfry umieszczano w dolnym rzędzie.
Tablice wydane według historycznych wzorów zachowują ważność.